# Tamoksifen
Tamoksifén je zdravilna učinkovina, ki se uporablja za zdravljenje hormonsko odvisne oblike raka dojk. Ker spodbuja ovulacijo, so ga uporabljali tudi za zdravljenje neplodnosti.
V obliki aktivnega presnovka (hidroksitamoksifen) deluje v tkivu dojke kot antagonist estrogenskega receptorja. Ker hkrati v endometriju maternice deluje kot njegov agonist, ga lahko kategoriziramo kot mešano agonistično/antagonistično učinkovino. Zdravljenje s tamoksifenom predstavlja eno najboljših alternativ zdravljenju z zaviralci aromataze. Na trgu se zdravilo, ki se sicer jemlje peroralno, prodaja pod različnimi zaščitenimi imeni, kot so: Nolvadex, Genox, Tamifen. Trenutno poteka več študij, ki raziskujejo možnost uporabe tamoksifena tudi za zdravljenje drugih oblik raka.